# Tordensten
En tordensten (forstenet søpindsvin) er en forstening af et søpindsvin.
Ifølge folketroen er der tale om tordensten, eller tordenkiler. Disse skulle have tryllekraft og yde beskyttelse mod lynnedslag. Baggrunden herfor er en opfattelse af, at de skulle være dannet ved et lynnedslag. Da lynet aldrig slår ned det samme sted to gange, kan man ifølge denne tro f.eks. beskytte et hus ved at placere en af disse sten i vindueskarmen.
Navnet sebedejesten, som ses i Østjylland og på Fyn, er en hentydning til "Tordensønnerne" Jakob og Johannes, der var sønner af Zebedæus.